# Turner Classic Movies
Turner Classic Movies (TCM) — цілодобовий телеканал, показує старі фільми з фільмотеки заснованої Тедом Тернером компанії Turner Entertainment. Належить корпорації Time Warner Group. Був запущений в квітні 1994 року. У різних країнах доступний як за допомогою кабелю, так і зі супутника і в цифровому ефірі.

## Історія
У США канал був запущений в четвер, 14 квітня 1994 року, з відносно невеликим (порівняно з іншими каналами, заснованими Тедом Тернером) числом активних передплатників — близько 1 мільйона.
У 2008 році телеканалу була присуджена Премія Пібоді.